# Emile Dreyfus
Emile Dreyfus (geboren am 26. Januar 1881 in Basel; gestorben am 28. April 1965 ebendort) war ein Schweizer Unternehmer, Kunstsammler und Mäzen. Die von ihm begründete Dr. h. c. Emile Dreyfus Stiftung unterstützt Institutionen und Projekte in den Bereichen Medizin, Forschung, Kultur, Bildung und humanitäre Hilfe. Seine bedeutende Kunstsammlung befindet sich seit 1970 als Dauerleihgabe im Kunstmuseum Basel.

## Leben
Emile Dreyfus kam 1881 als eines von sieben Kindern von Abraham Dreyfus und seiner Frau Henriette, geborene Wahl, in Basel zur Welt. Sein Elternhaus befand sich in der Schützenmattstrasse Nr. 69. Seine Brüder Camille und Henry Dreyfus begründeten in Basel die Cellonit Gesellschaft Dreyfus & Co, die durch synthetische Fasern wirtschaftliche Erfolge erzielte. Emile Dreyfus absolvierte nach seiner schulischen Ausbildung in Basel zunächst eine kaufmännische Lehre, bevor er im Unternehmen als Chemiker tätig war. Bereits zu Lebzeiten unterstützte er wohltätige Einrichtungen. So gab er beispielsweise 1 Mio. Franken an das jüdisches Altersheim La Charmille in Riehen (heute Holbeinhof in Basel) und unterstützte mit Stiftungen die Universität Basel, die Israelitische Gemeinde Basel, die Gesellschaft für das Gute und Gemeinnützige Basel, den Zoo Basel, das Schweizerische Tropeninstitut und die Schweizerische Bibliophilen-Gesellschaft. Da Dreyfus ohne nahestehende Verwandte war, übertrug er sein Vermögen 1964 in die mildtätige Dr. h. c. Emile Dreyfus Stiftung. Diese Stiftung unterstützt insbesondere israelitische Institutionen, aber auch christliche und nichtkonfessionelle Einrichtungen in der Nordwestschweiz. Hierzu gehören unter anderem der jüdisch-christlich-arabische Dialog, humanitäre Institutionen, sowie Projekte in den Bereichen Medizin, Forschung, Kultur und Bildung.

## Kunstsammlung von Emile Dreyfus
Dreyfus trug eine vielfältige Sammlung mit Kunstwerken und Objekten des Kunsthandwerks zusammen. Die kunstgewerblichen Arbeiten wie französische Möbel, Teppiche, Silberarbeiten und Porzellane gelangten 1969 ins Historische Museum Basel und sind teilweise im «Haus zum Kirschgarten» zu sehen. Die wertvolle Kunstsammlung befindet sich seit 1970 als Dauerleihgabe im Kunstmuseum Basel. Zu den herausragenden Stücken gehört das Selbstbildnis mit japanischen Druck von Vincent van Gogh, die Landschaftsbilder Les falaises d’Aval avec la Porte et l’Aiguille von Claude Monet, Bords du Loing à Moret von Alfred Sisley, Châtaigniers à Osny von Camille Pissarro, das Portrait de Clémence Tréhot von Pierre-Auguste Renoir und Monets Blumenstück Massif de chrysanthèmes. Hinzu kommt eine Federzeichnung Löwin von Eugène Delacroix und die Bronzen Coco und Buste de Coco von Renoir und Portrait du sculpteur Jules Dalou von Auguste Rodin.
Die Dr. h. c. Emile Dreyfus Stiftung als Eigentümerin der Kunstsammlung hat in den vergangenen Jahren einige Gemälde verkauft, um mit dem erzielten Geld die Arbeit der Stiftung zu unterstützen. So wurden 2015 die Bilder Amazone de profil von Édouard Manet und La grande Bleue à Antibes von Claude Monet veräussert, nachdem sie 45 Jahre als Leihgabe im Kunstmuseum Basel hingen. Beide Bilder befinden sich heute in Privatbesitz. 2020 trennte sich die Dr. h. c. Emile Dreyfus Stiftung vom Landschaftsbild Paysage au piquet von Georges Seurat und 2021 vom Motiv Les Glaneuses (Die Ährenleserinnen) von Camille Pissarro. Die Bilder konnten mit finanzieller Unterstützung von Spendern und der Max Geldner-Stiftung für die Sammlung des Kunstmuseums Basel erworben werden.

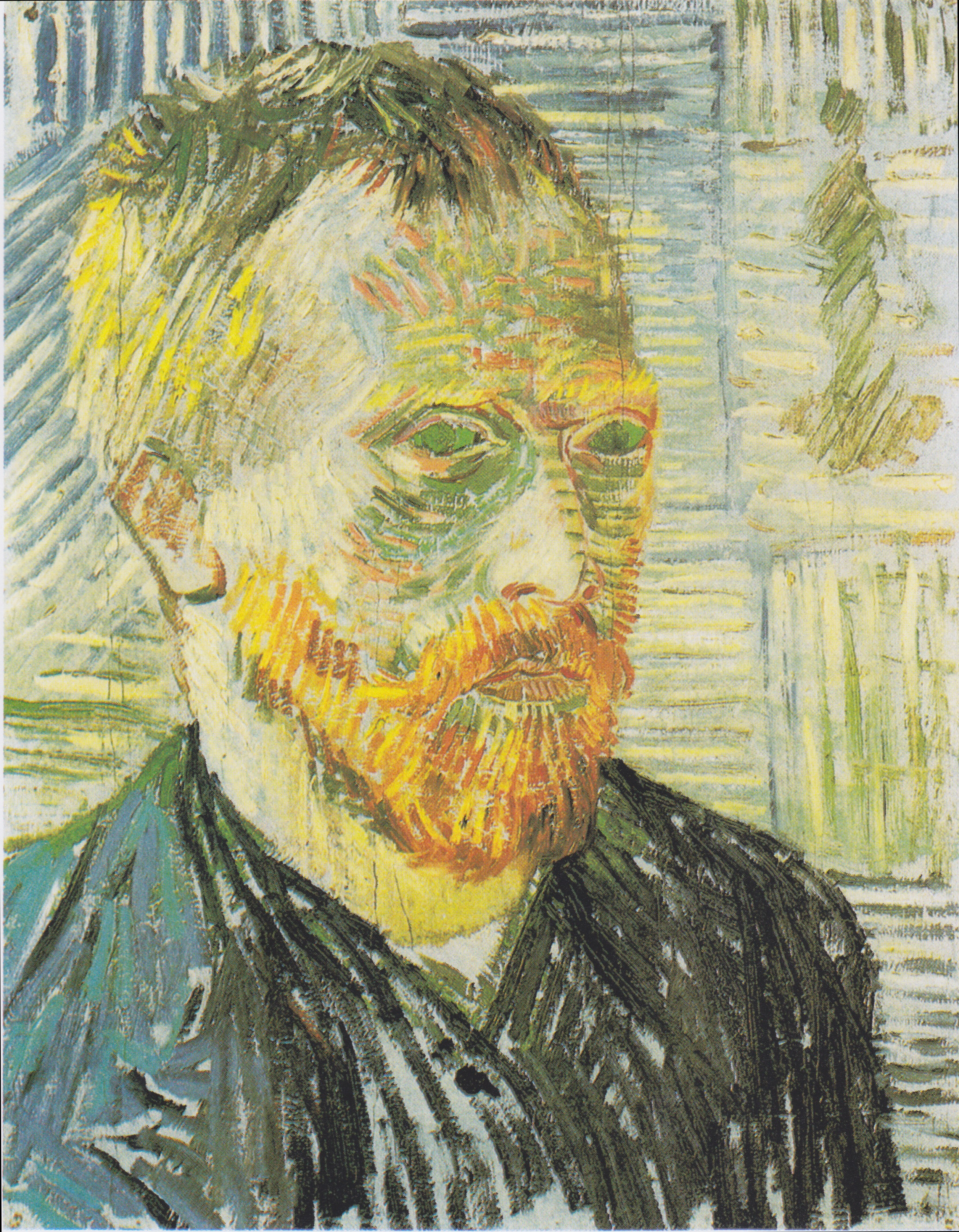
Vincent van Gogh: Selbstbildnis mit japanischen Druck, Dr. h. c. Emile Dreyfus Stiftung
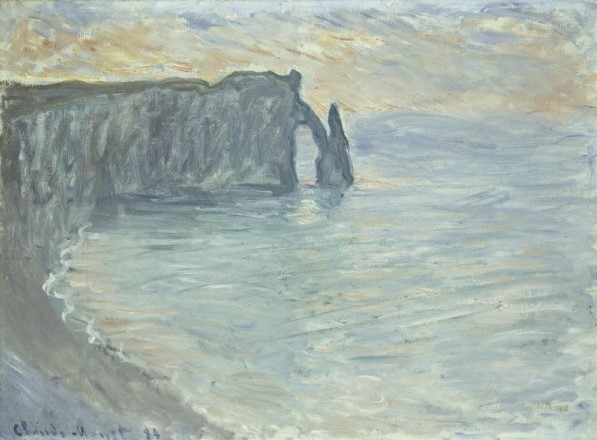
Claude Monet: Les falaises d’Aval avec la Porte et l’Aiguille, Dr. h. c. Emile Dreyfus Stiftung
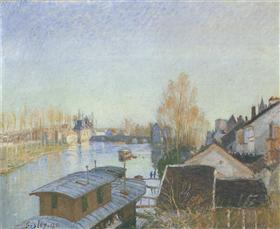
Alfred Sisley: Bords du Loing à Moret, Dr. h. c. Emile Dreyfus Stiftung
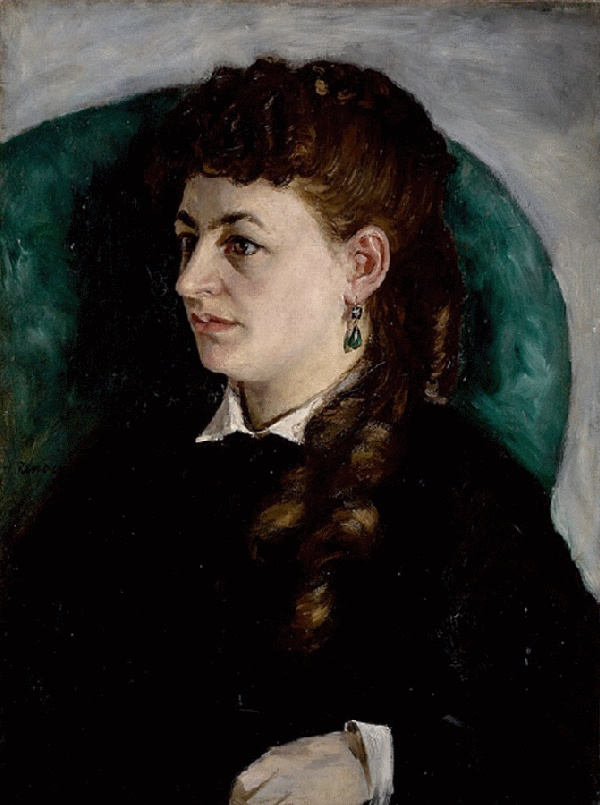
Pierre-Auguste Renoir: Portrait de Clémence Tréhot, Dr. h. c. Emile Dreyfus Stiftung
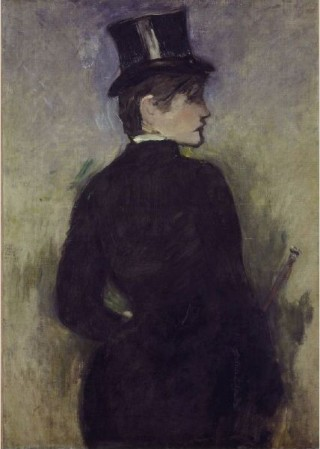
Édouard Manet: Amazone de profil, Privatsammlung
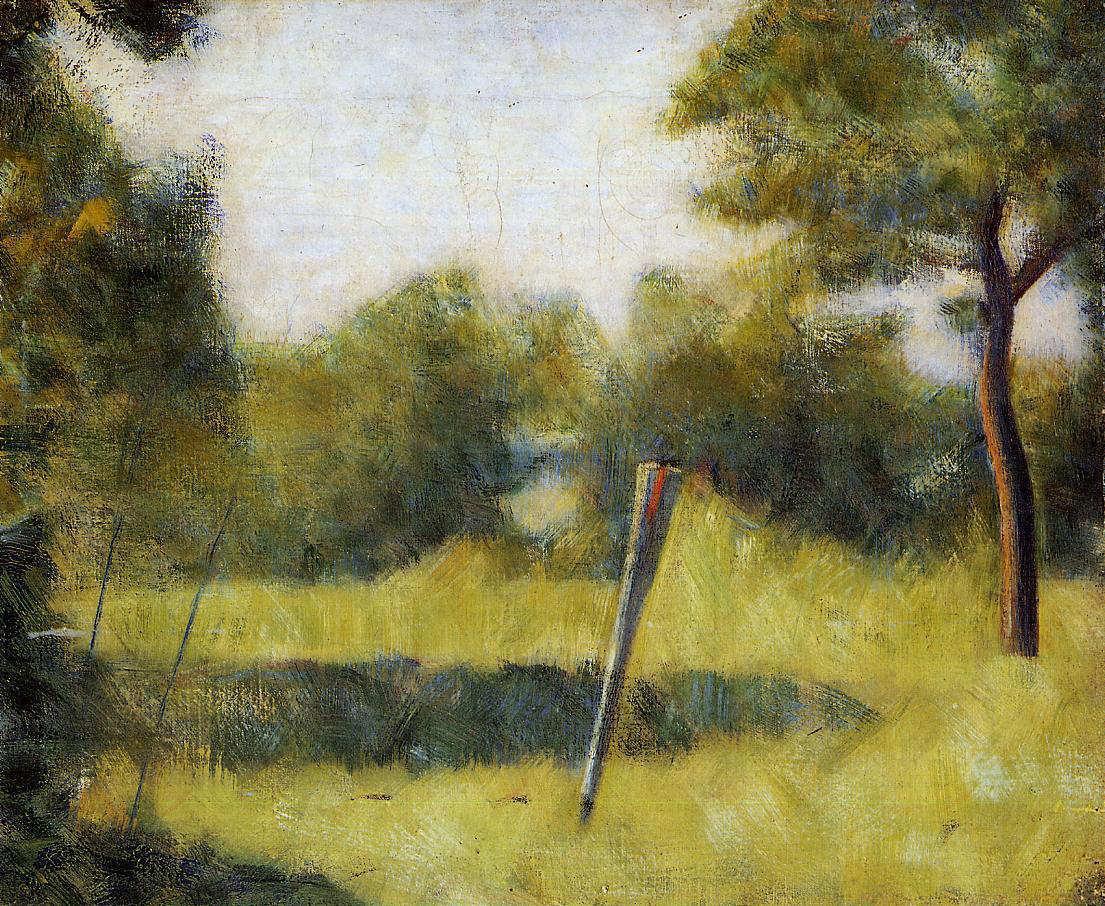
Georges Seurat: Paysage au piquet, Kunstmuseum Basel
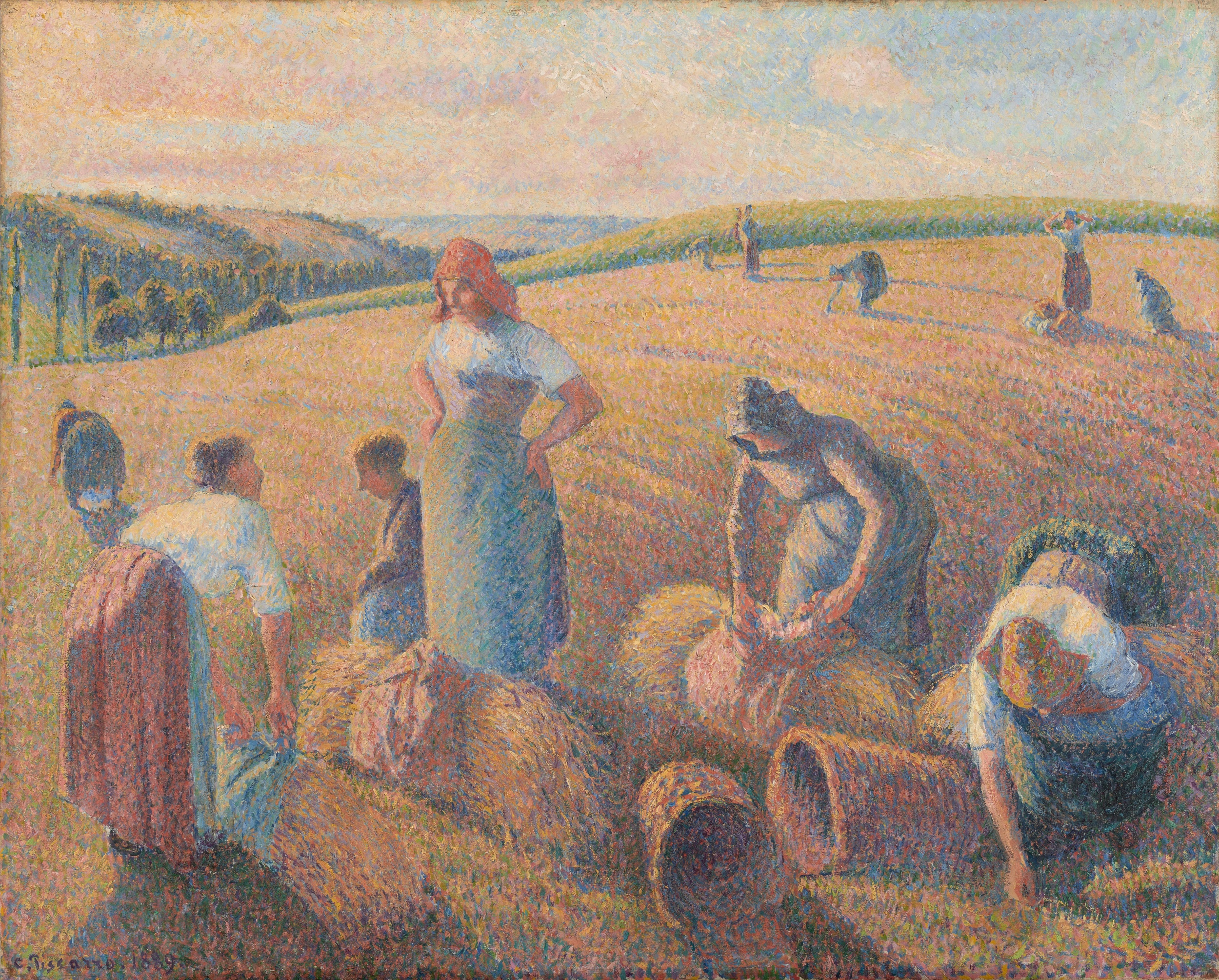
Camille Pissarro: Les glaneuses, Kunstmuseum Basel

## Auszeichnungen
- 1935 Chevalier der Ehrenlegion
- 1938 Officier des Ordre des Palmes Académiques[13]
- 1939 Officier der Ehrenlegion
- 1949 Commandeur der Ehrenlegion[14]
- 1950 Grand officier des Ordens Nischan el Iftikhar[15]
- 1951 Grand officier des Ordens Ouissam Alaouite[16]
- 1952 Grand officier des Ordens vom Schwarzen Stern[17]
- 1953 Grand officier des Ordens des Sterns von Anjouan[18]
- 1959 Ehrenmitglied der Hebräischen Universität Jerusalem[19]
- 1959 Ehrendoktor der Universität Tel Aviv[20]
- 1959 Ehrenmitglied des Vorstehungsrates der Yeshiva University in New York[21]
- 1964 Ehrenmitglied der Schweizerischen Bibliophilen Gesellschaft[22]